# Фронт національного порятунку
Фронт національного порятунку (рум. Frontul Salvării Naţionale, FSN) — політична організація Румунії, що виникла в перші дні після повалення Ніколае Чаушеску. Спочатку являла собою систему тимчасових органів влади, однак на початку 1990-х рр.. була перетворена в політичну партію. На базі ФНП виникли дві сучасних партії Румунії: Соціал-демократична і Демократична ліберальна.